# 金熾福
金熾福（？—？），字嶧安，又字逸辰，號蘧舫，浙江杭州府錢塘縣人，清朝政治人物、詩人、書法家，進士出身。

## 生平
道光元年（1821年）辛巳恩科鄉試舉人。道光九年（1829年）己丑科第二甲第五十名進士出身。選翰林院庶吉士。道光十二年（1832年）四月散館，以知縣即用。後授廣西義寧縣知縣。道光十八年（1838年）署理賓州知州。道光二十三年（1843年）改署龍勝廳通判。道光二十八年（1848年）七月，廣西巡撫鄭祖琛上奏參劾所屬州縣交代虧短正雜銀兩的知州、知縣：「奏為特參州縣交代虧短正雜銀兩，請旨革職查抄分別拿提家屬丁書嚴訊。……署賓州知州向培芳具稟接收交代，前署州金熾福虧短庫項銀二千六百八十兩零，又據義寧縣知縣周誠之具稟前任知縣金熾福虧短兵米……經該管道、府查明揭報，由藩、臬兩司同請奏參……今該員鄭鎔、金熾福，各虧短正雜各款銀兩為數甚鉅……相應請旨將前任賓州丁憂知州鄭鎔即行革職拏問，一面嚴提該員金熾福家屬訊究。」戶部、刑部奉旨：「所奏虧短正雜銀款之前任廣西賓州知州鄭鎔著革職拿問，已故義寧縣知縣署賓州知州金熾福著嚴提該家屬，一併交該撫提同各該員任內經手倉庫丁胥人等及交代卷案嚴訊確情按律定擬具奏，各該員寓所資財什物並原籍資產著一併查封備抵。該部知道，欽此。」。書法以逸少為宗。